# جيزا ناجي
جيزا ناجي (بالمجرية: Nagy Géza) (و. 1892 – 1953 م) هو لاعب شطرنج مجري، توفي في كابوشفار، عن عمر يناهز 61 عاماً.

## روابط خارجية
- جيزا ناجي على موقع مباريات الشطرنج (الإنجليزية)
- جيزا ناجي على موقع 365Chess.com (الإنجليزية)
- جيزا ناجي على موقع Chesstempo.com (الإنجليزية)
- جيزا ناجي سجل أولمبياد الشطرنج على موقع OlimpBase.org (الإنجليزية)